# Miroslav Kostadinov

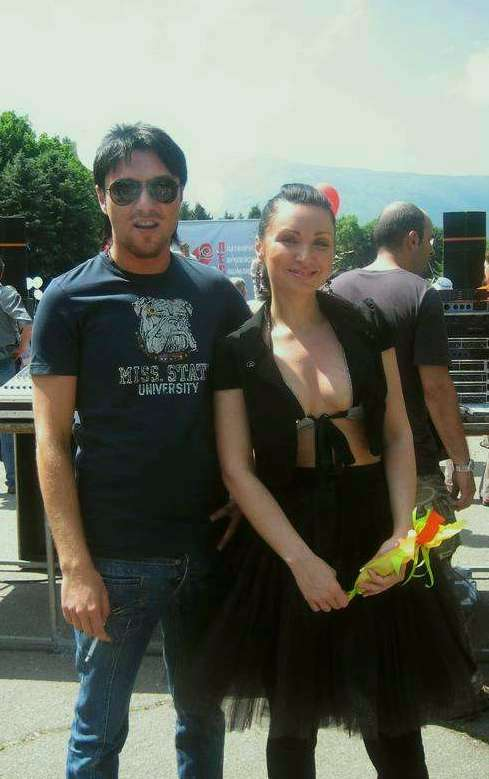
Miroslav Kostadinov, samen met Galina Kurdova.

Miroslav Kostadinov (Bulgaars: Мирослав Костадинов) (Dobritsj, 10 maart 1976) is een Bulgaarse zanger. Zijn artiestennaam is Miro (Bulgaars: Миро).

## Biografie
Miro werd in zijn land bekend als lid van het duo KariZma samen met Galina Kurdova, ook bekend als Galya. Sinds 2007 hebben beiden zich gericht op hun solocarrière. In 2008 verscheen zijn eerste solo-album, genaamd Omirotvoren. De eerste single van dit album was het nummer Lose control.

### Eurovisiesongfestival 2010
In 2009 werd Miro tijdens een interne selectie van de Bulgaarse televisie geselecteerd om Bulgarije te vertegenwoordigen op het Eurovisiesongfestival 2010 in Noorwegen. Hij werd gekozen door 10 van de 51 aangestelde personen. Op de tweede plaats eindigde Poli Genova (7 stemmen) en op de derde plaats Nora (3 stemmen). Er werden vijf liedjes geschreven in verschillende muziekstijlen en daaruit werd Angel si ti gekozen.
Tijdens de halve finale op donderdag 27 mei 2010 kwalificeerde Miro zich niet voor de finale op 29 mei. Zijn liedje kreeg in totaal maar 19 punten en eindigde in deze halve finale, waaraan zeventien landen deelnamen, op de vijftiende plaats.
2005: Kaffe · 
2006: Mariana Popova · 
2007: Elitsa Todorova & Stojan Jankoelov · 
2008: Deep Zone & Balthazar · 
2009: Krassimir Avramov · 
2010: Miro · 
2011: Poli Genova · 
2012: Sofi Marinova · 
2013: Elitsa Todorova & Stojan Jankoelov · 
2016: Poli Genova · 
2017: Kristian Kostov · 
2018: Equinox · 
2021: Victoria · 
2022: Intelligent Music Project